# ثامر محسن
ثامر محسن (1938-1995) هو أحد كبار المحاضرين في جامعة بغداد، ومدرب كرة قدم في دوري الدرجة الأولى العراقي بعد أن نجح في الطلبة والعراق. ولد وتوفي في بغداد.
عمل المدرب بشكل وثيق مع زميله السابق في فريق المصلحة واثق ناجي مع فريق الشباب العراقي.
وتولى المدرب قيادة نادي القوة الجوية ونادي الصناعة ونادي الشرطة ومنتخب شباب العراق خلال مسيرته التدريبية.